# Река (Краљево)
Река је насељено место града Краљева у Рашком округу. Према попису из 2022. било је 94 становника.
Овде се налази Црква Светог Николе у Реци (Заселак Палеж).

## Демографија
У насељу Река живи 145 пунолетних становника, а просечна старост становништва износи 47,3 година (47,8 код мушкараца и 46,8 код жена). У насељу има 47 домаћинстава, а просечан број чланова по домаћинству је 3,53.
Ово насеље је у потпуности насељено Србима (према попису из 2002. године), а у последња три пописа, примећен је пад у броју становника.
|  |

| Демографија | Демографија | Демографија |
| Година      | Становника  | Становника  |
| ----------- | ----------- | ----------- |
| 1948.       | 331         |             |
| 1953.       | 354         |             |
| 1961.       | 329         |             |
| 1971.       | 314         |             |
| 1981.       | 248         |             |
| 1991.       | 202         | 200         |
| 2002.       | 166         | 166         |

| Етнички састав према попису из 2002.‍ | Етнички састав према попису из 2002.‍ | Етнички састав према попису из 2002.‍ | Етнички састав према попису из 2002.‍ | Етнички састав према попису из 2002.‍ |
| ------------------------------------ | ------------------------------------ | ------------------------------------ | ------------------------------------ | ------------------------------------ |
|                                      |                                      |                                      |                                      |                                      |
| Срби                                 | Срби                                 |                                      | 166                                  | 100,0%                               |
| непознато                            | непознато                            |                                      | 0                                    | 0,0%                                 |

| Година пописа     | 1948. | 1953. | 1961. | 1971. | 1981. | 1991. | 2002. |
| ----------------- | ----- | ----- | ----- | ----- | ----- | ----- | ----- |
| Број домаћинстава | 61    | 63    | 58    | 60    | 59    | 54    | 47    |

| Број чланова      | 1 | 2  | 3 | 4 | 5 | 6 | 7 | 8 | 9 | 10 и више | Просек |
| ----------------- | - | -- | - | - | - | - | - | - | - | --------- | ------ |
| Број домаћинстава | 7 | 16 | 6 | 4 | 2 | 5 | 4 | 2 | 1 | 0         | 3,53   |

| Пол    | Укупно | Неожењен/Неудата | Ожењен/Удата | Удовац/Удовица | Разведен/Разведена | Непознато |
| ------ | ------ | ---------------- | ------------ | -------------- | ------------------ | --------- |
| Мушки  | 80     | 18               | 50           | 10             | 2                  | 0         |
| Женски | 67     | 3                | 50           | 14             | 0                  | 0         |
| УКУПНО | 147    | 21               | 100          | 24             | 2                  | 0         |

| Пол    | Укупно                    | Пољопривреда, лов и шумарство | Рибарство                            | Вађење руде и камена | Прерађивачка индустрија       |
| ------ | ------------------------- | ----------------------------- | ------------------------------------ | -------------------- | ----------------------------- |
| Мушки  | 52                        | 37                            | 0                                    | 8                    | 2                             |
| Женски | 30                        | 20                            | 0                                    | 0                    | 0                             |
| УКУПНО | 82                        | 57                            | 0                                    | 8                    | 2                             |
| Пол    | Производња и снабдевање   | Грађевинарство                | Трговина                             | Хотели и ресторани   | Саобраћај, складиштење и везе |
| Мушки  | 0                         | 0                             | 2                                    | 0                    | 1                             |
| Женски | 0                         | 0                             | 0                                    | 0                    | 0                             |
| УКУПНО | 0                         | 0                             | 2                                    | 0                    | 1                             |
| Пол    | Финансијско посредовање   | Некретнине                    | Државна управа и одбрана             | Образовање           | Здравствени и социјални рад   |
| Мушки  | 0                         | 0                             | 0                                    | 1                    | 0                             |
| Женски | 0                         | 0                             | 0                                    | 0                    | 0                             |
| УКУПНО | 0                         | 0                             | 0                                    | 1                    | 0                             |
| Пол    | Остале услужне активности | Приватна домаћинства          | Екстериторијалне организације и тела | Непознато            | Непознато                     |
| Мушки  | 0                         | 0                             | 0                                    | 1                    | 1                             |
| Женски | 0                         | 0                             | 0                                    | 10                   | 10                            |
| УКУПНО | 0                         | 0                             | 0                                    | 11                   | 11                            |